# 빠샤메카드의 등장인물 목록
애니메이션 시리즈 《빠샤메카드》의 등장인물 목록이다.

## 주연
- 나찬 (성우: 최하나)

- 아라 (성우: 김자연) (《터닝메카드》/《터닝메카드 R》/《요괴메카드》의 공주희 포지션)

- 마이트 (성우: 전숙경) (《터닝메카드》/《터닝메카드 R》/《요괴메카드》의 리안 및 《터닝메카드》의 로키 포지션)

- 초코 (성우: 이명희) (《터닝메카드》/《터닝메카드 R》/《요괴메카드》의 다비 포지션)

- 캔디 (성우: 김가령) (《터닝메카드》/《터닝메카드 R》/《요괴메카드》의 다나 포지션)

- 승기 (성우: 여윤미) (《터닝메카드》/《터닝메카드 R》/《요괴메카드》의 천재형 및 《터닝메카드》의 서준 포지션)

- 브라이 (성우: 권성혁) (《터닝메카드》/《터닝메카드 R》/《요괴메카드》의 기운찬 포지션)

- 사랑 (성우: 이지현) (《터닝메카드》의 손나영 포지션)

## 조연
- 건 (성우: ???)

- 진 (성우: 김가령)

- 이소벨 (성우: 윤미나)

## 악역
- 케인 (성우: 배정미) (《터닝메카드》/《터닝메카드 R》/《요괴메카드》의 반다인 및 《터닝메카드》의 데미안 포지션)

- 아이비 (성우: 여윤미) (《터닝메카드》의 카밀라&데이지&마리 포지션)

- 고든 (성우: 권성혁) (《터닝메카드》의 강 집사&엘토포 포지션)

- 어둠의 그림자(최종보스) (성우: 권창욱/김명준/전숙경/신용우) (《터닝메카드》의 블랙미러 포지션)